# 米德基夫岩
米德基夫岩（英語：Midkiff Rock）是南極洲的岩石，位於瑪麗伯德地，處於哈蒙德冰川和斯沃普冰川之間，美國地質調查局根據測量和美國海軍拍攝的空中照片繪入地圖，現時由南極條約體系管理。